# Borovitskaïa (métro de Moscou)
Borovitskaïa (en russe : Борови́цкая et en anglais : Borovitskaya) est une station de la ligne Serpoukhovsko-Timiriazevskaïa (ligne 9 grise) du métro de Moscou, située sur le territoire de l'arrondissement Arbat dans le district administratif central de Moscou.

## Situation sur le réseau
Établie en souterrain, à 47 mètres sous le niveau du sol, la station Borovitskaïa est située au point 3+32,6 de la ligne Serpoukhovsko-Timiriazevskaïa (ligne 9 grise), entre les stations Tchekhovskaïa (en direction de Altoufievo) et Polianka (en direction de Boulvar Dmitria Donskogo).